# Zapad

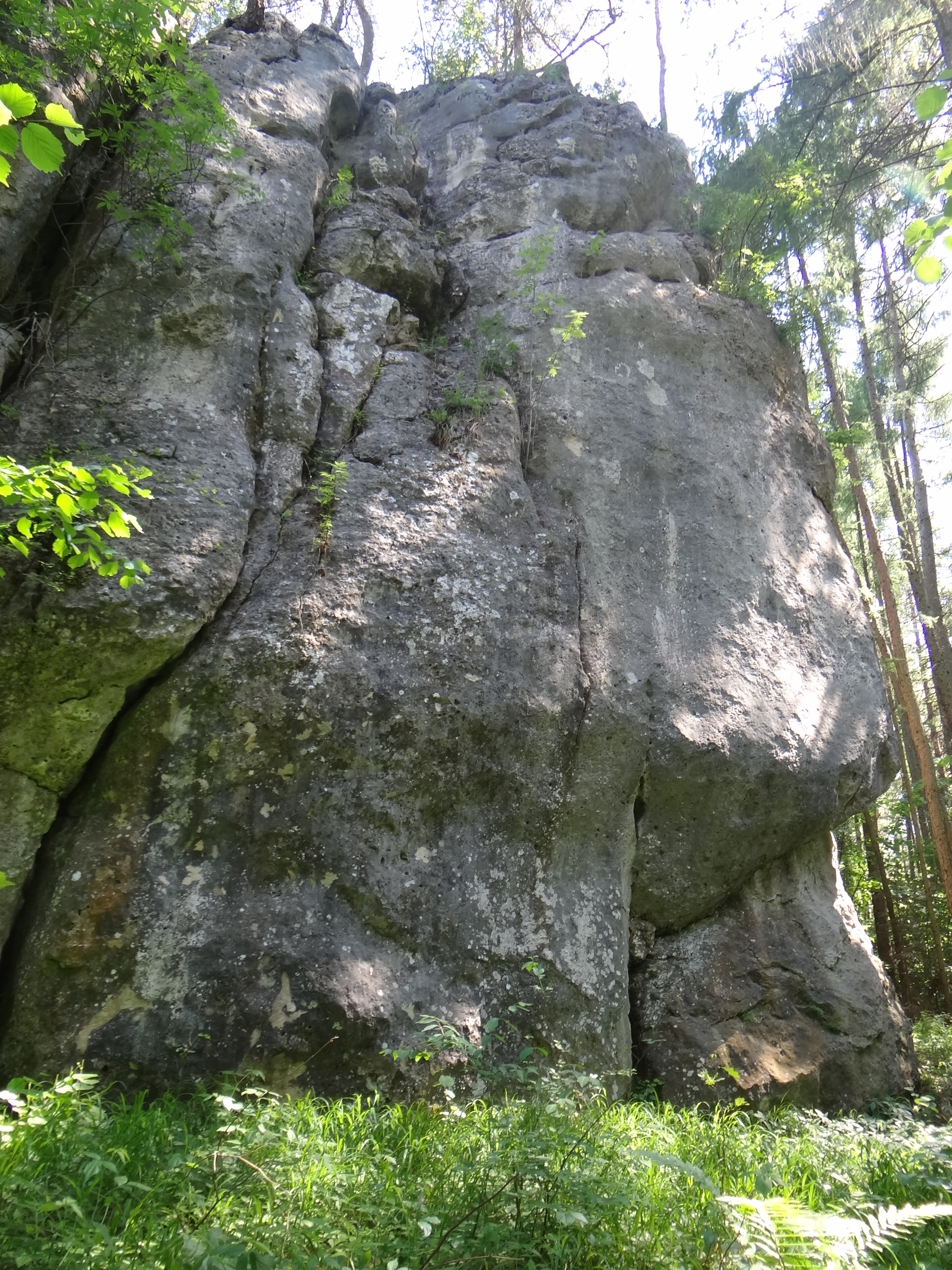

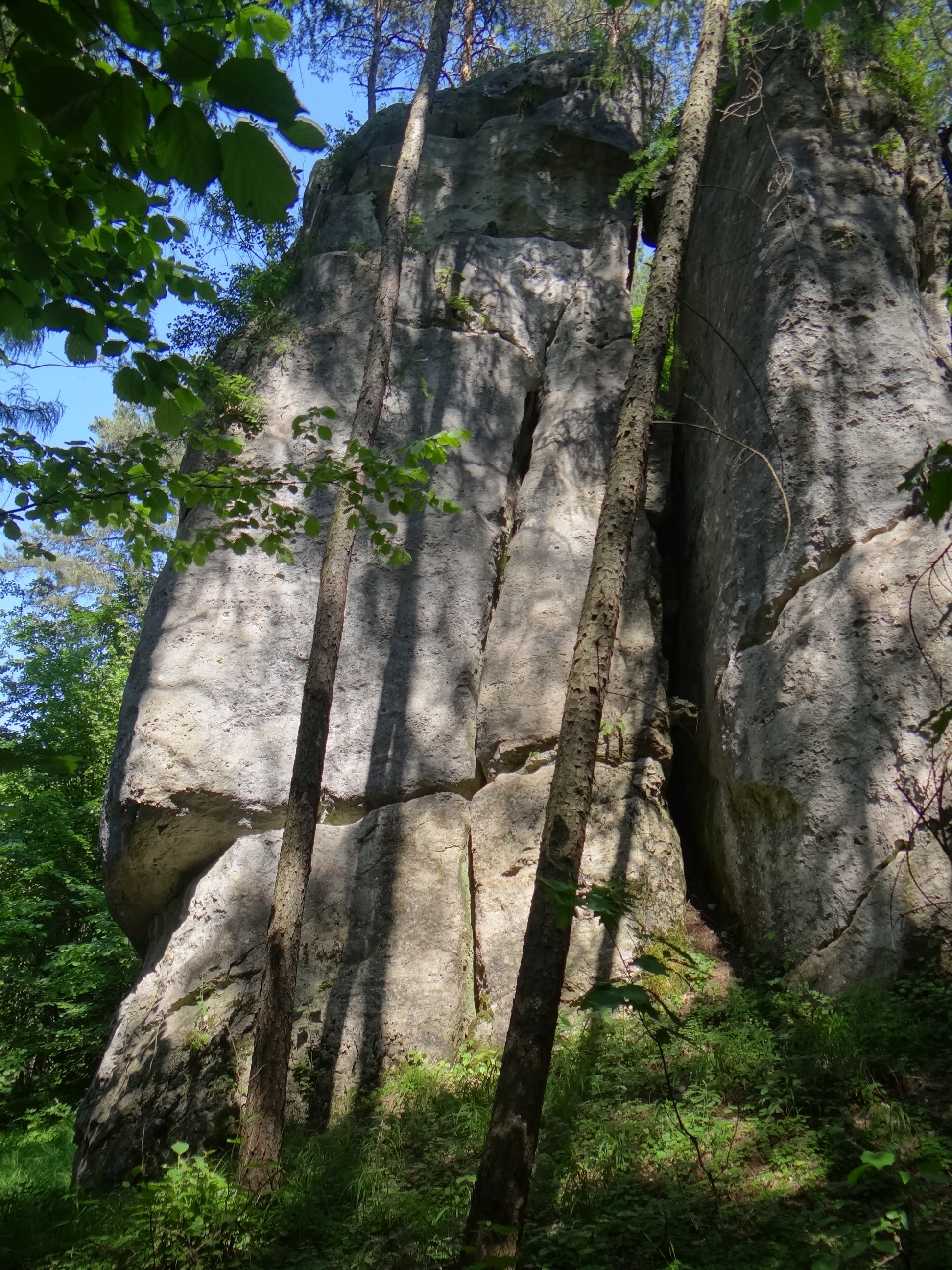

Zapad – skała na wschodnich obrzeżach wsi Podzamcze w województwie śląskim, w powiecie zawierciańskim, w gminie Ogrodzieniec. Znajduje się na Wyżynie Ryczowskiej, będącej częścią Wyżyny Częstochowskiej wchodzącej w skład Wyżyny Krakowsko-Częstochowskiej. Skały na tej wyżynie zbudowane są z późnojurajskich wapieni. 
Zapad znajduje się na wysokości 424 m n.p.m. w lesie po wschodniej stronie linii wysokiego napięcia. Uprawiana jest na nim wspinaczka skalna. Jest to zbudowana z twardych wapieni skalistych skała o wysokości 10–14 m, ścianach pionowych z filarami, kominami i zacięciami.

## Drogi wspinaczkowe
Przez wspinaczy skalnych Zapad zaliczany jest do Grupy Gołębnika wśród skał Podzamcza. Pierwsze drogi wspinaczkowe poprowadzono na nim w 2006 roku. Ściany wspinaczkowe o wystawie zachodniej i północno-zachodniej. W 2021 r. jest już 8 dróg o trudności od V+ do VI.7+ w skali Kurtyki. Część z nich ma zamontowane stałe punkty asekuracyjne (ringi (r) i stanowiska zjazdowe (st) lub dwa ringi zjazdowe (drz). Wśród wspinaczy skalnych Zapad jest mało popularny.   
Zapad I
1. Ślady szatana; VI+, 13 m
2. Janosik; VI.2, 13 m
3. Szydercze zwierciadło; 4r + drz, VI.7+, 14 m
4. Harnaś; 1r, VI.3, 13 m
5. Hazardzista; 4r + drz, VI.5+, 14 m

Zapad II
1. Henryk Wujek; 4r + st, VI.2+/3, 14 m
2. Rysa Wujka; V+, 14 m
3. Metal i piekło; 4r + st, VI.4, 14 m[3].